# Moss Vale
Moss Vale est une ville australienne située dans le comté de Wingecarribee, dont elle abrite le siège, en Nouvelle-Galles du Sud.

## Géographie
Située dans les Hautes Terres du sud, à 122 km au sud-ouest de Sydney, la ville occupe une position centrale dans le comté de Wingecarribee, près de l'intersection entre les deux voies principales de circulation que sont la Hume Highway et l'Illawarra Highway.
Grâce à son sol et à son climat, elle ressemble beaucoup à une campagne anglaise avec de riches pâturages où paissent des troupeaux de vaches.

## Histoire
La région de Moss Vale était autrefois occupée par le peuple aborigène Gundangara dont les terrains de chasse ont été occupés par les colons européens. 
En 1819, le Dr Charles Throsby, chirurgien naval à la retraite, reçoit 1 000 acres du gouverneur Macquarie en reconnaissance de ses services et donne à cette nouvelle propriété le nom de Throsby Park. Il lui confie la responsabilité de la construction de la Old Argyle Road de Sydney à Goulburn en 1819, qui est remplacée en 1830 par une route plus directe passant par Berrima. La ville se développe avec l'arrivée du chemin de fer en 1867 et est baptisée Moss Vale, du nom de Jemmy Moss, un berger de Throsby Park.

## Démographie
La population s'élevait à 7 792 habitants en 2011 et à 8 579 habitants en 2016.

## Économie
En dehors d'une activité d'élevage de vaches laitières de race holstein, Moss Vale abrite des industries manufacturières, notamment une usine de fibre-ciment, ainsi qu'un centre de distribution de livres de la société HarperCollins.

## Transports
La ville possède une gare ferroviaire située sur la ligne des Hautes Terres du sud. Elle est desservie par les trains de l'opérateur NSW TrainLink qui relient la ville à l'agglomération de Sydney au nord et à Goulburn, Griffith, Canberra et Melbourne au sud.